# Alwin Schockemöhle
Alwin Schockemöhle, född den 29 maj 1937 i Meppen i Tyskland, är en tysk och därefter västtysk ryttare.
Han tog OS-silver i lagtävlingen i hoppning i samband med de olympiska ridsporttävlingarna 1976 i Montréal.